# Sushant Divgikar
Sushant Divgikar es un modelo, actor, cantante, columnista, psicólogo, orador motivacional, drag queen, director de concursos y video jockey indio.
En julio de 2014, fue coronado Mr Gay India 2014. Representó a India en Mr Gay World 2014. Ganó varios premios especiales durante Mr Gay World 2014 y ha sido el único delegados de la India en ganar tres premios secundarios. Divgikar es el primer indio y el primer delegado de cualquier país en haber ganado un récord de 3 subtítulos individuales y 2 subtítulos grupales en el concurso Mr Gay World 2014.
Participaron también en el programa de telerrealidad Bigg Boss 8.
Divgikar, en su avatar drag queen Rani Ko-HE-Nur, hizo historia al convertirse en la primera drag queen en India en participar en un reality show de canto y ganar el timbre dorado, convirtiendo a Rani/Sushant en el primer concursante de la comunidad LGBTIQA+ en ganar un zumbador dorado e ingresar directamente al top 15 del programa de competencia de telerrealidad Sa Re Ga Ma Pa en el año 2018. En 2021, bajo su figura de drag, se anunció que competiría en la temporada de estreno de Queen of the Universe, un concurso internacional de canto para artistas drag. El programa se estrenó el 2 de diciembre de 2021.
Divgikar ha aparecido en muchos programas de televisión y ha trabajado con la mayoría de los principales canales de radiodifusión, agencias y productoras, a nivel nacional e internacional.

## Primeros años y antecedentes
Divgikar nació y se crio en los suburbios del oeste de Mumbai, Maharashtra, India, en la casa de su familia en Bandra West. Divgikar nació de padres Goan Konkani, Pradeep Divgikar y Bharati Divgikar. Su padre, Pradeep, es un subcomisionado jubilado de Aduanas e Impuestos Especiales de la India y expresidente de la Asociación de Acuáticos Aficionados del Gran Mumbai (GMAAA).

## Carrera
Divgikar comenzó su carrera televisiva con la temporada 3 de Big Switch de UTV Bindass, dirigida por Rohit Shetty. Luego apareció en Atyachaar Ka Punchnama para UTV Bindass como anfitrión. Fue concursante de Bigg Boss 8 de Color TV. Participó en Mr Gay World 2014. Estuvo entre los 10 finalistas principales y es la primera persona en la historia del certamen en tener tres premios secundarios: Mister Gay World Congeniality 2014, Mister People's Choice y Mister Gay World Art 2014. También ha trabajado en comerciales de televisión para marcas como Maruti Suzuki, MTV India, Channel V India o Idea mobiles. Además de la actuación y la televisión ganó varios premios y títulos entre 2011 y 2013.
En 2015, fue invitado en India's Got Talent de Colors TV y en Style Panga de Zoom. También fue invitado en la gran final de Killerr Karaoke Atka Toh Latkah de &TV. Dos documentales, ambos basados en su vida, han sido nominados y proyectados en varios festivales nacionales e internacionales. En la actualidad, pronto será visto en la serie web Love, Life and Screw Ups.
Divgikar, tanto dentro como fuera del drag, fue catalogado como uno de los 50 jóvenes indios más influyentes de GQ de 2018.

### Queen of the Universe
En noviembre de 2021 fue anunciada como uno de las catorce concursantes en la temporada debut de Queen of the Universe, una competencia internacional de canto drag queen y programa derivado de RuPaul's Drag Race.

## Filmografía

### Televisión
| Año  | Título                           | Papel       | Notas                  |
| ---- | -------------------------------- | ----------- | ---------------------- |
| 2012 | Atyachaar Ka Punchnama           | Presentador |                        |
| 2012 | Big Switch 3                     | Invitado    |                        |
| 2013 | Welcome – Baazi Mehmaan Nawazi K | Concursante | Junto con Sanaya Irani |
| 2014 | Big Boss 8                       | Concursante |                        |
| 2015 | Killerr Karaoke Atka Toh Latkah  | Concursante | Junto con Sonali Raut  |
| 2015 | India's Got Talent 6             | Invitado    | Junto con Mouni Roy    |
| 2015 | Style Panga                      | Presentador |                        |